# Hetty Green
Henrietta Howland Robinson (New Bedford, Massachusetts, 21 de noviembre de 1834-Nueva York, 3 de julio de 1916), más conocida como Hetty Green y apodada «La bruja de Wall Street», fue una empresaria estadounidense. Fue la mujer más rica de América durante la edad dorada. A pesar de su vasta fortuna, Green era extremadamente avara; vestía y vivía casi como una mendiga e incluso fue incluida en el libro Guinness de los récords como la más tacaña del mundo.
Green acumuló su fortuna como financiera, principalmente trabajando en el sector inmobiliario, ferrocarriles y en los préstamos, en una época en la que el negocio era dominado en su mayoría por hombres. Después de su muerte, The New York Times declaró que "fue el hecho de que la Sra. Green era una mujer lo que convirtió su carrera en un tema de curiosidad, comentarios y asombro interminables".

## Primeros años
Henrietta "Hetty" Howland Robinson nació el 21 de noviembre de 1834 en New Bedford, Massachusetts, como la hija mayor de Edward Mott Robinson y Abby Howland. Hetty también tuvo un hermano menor que murió en la infancia. La familia Robinson era una de las más ricas de la ciudad, involucrada con el negocio ballenero y el comercio con China.
A la edad de dos años, Hetty fue enviada a vivir con su abuelo materno, Gideon Howland, y su tía, Sylvia Ann. Hetty leía las cotizaciones bursátiles y los informes comerciales de su abuelo, además de aprender algunos de sus métodos comerciales. Debido a la influencia de su abuelo y padre, y posiblemente debido a que su madre estaba constantemente enferma, siempre fue muy unida a su padre y para la edad de seis años leía documentos financieros, mientras que por las noches leía las noticias. 
A la edad de diez años, ingresó al internado Eliza Wing School en Sandwich, Massachusetts. Cuando tenía trece años, Hetty se convirtió en la contadora familiar y acompañaba a su padre a las casas de conteo, almacenes, así como también a visitar a comerciantes de productos básicos y corredores de bolsa. Su padre se convirtió en el jefe de la empresa ballenera Isaac Howland tras la muerte de su abuelo, y Hetty comenzó a emular las prácticas comerciales de su padre. Hetty aprendió a leer libros de contabilidad y a comerciar con productos. A los quince años, se inscribió para dos sesiones de verano en la Friends Academy. Debutó en la sociedad de New Bedford en 1854, antes de mudarse a Nueva York para vivir con un primo de su madre, Henry Grinnell. Sin embargo, no pasó mucho tiempo antes de que Hetty regresara a New Bedford, alternando entre la casa de su padre y la de su tía. Allí, al perseguir los intereses de su padre, no solo ganó su elogio, sino que también compartió su placer de ganar dinero.
Su madre murió el 21 de febrero de 1860, a la edad de 51 años, y su patrimonio de $100,000 fue para su esposo, a excepción de una casa de $ 8.000 (equivalente a $223,000 en 2018) que Hetty heredó.

## Matrimonio

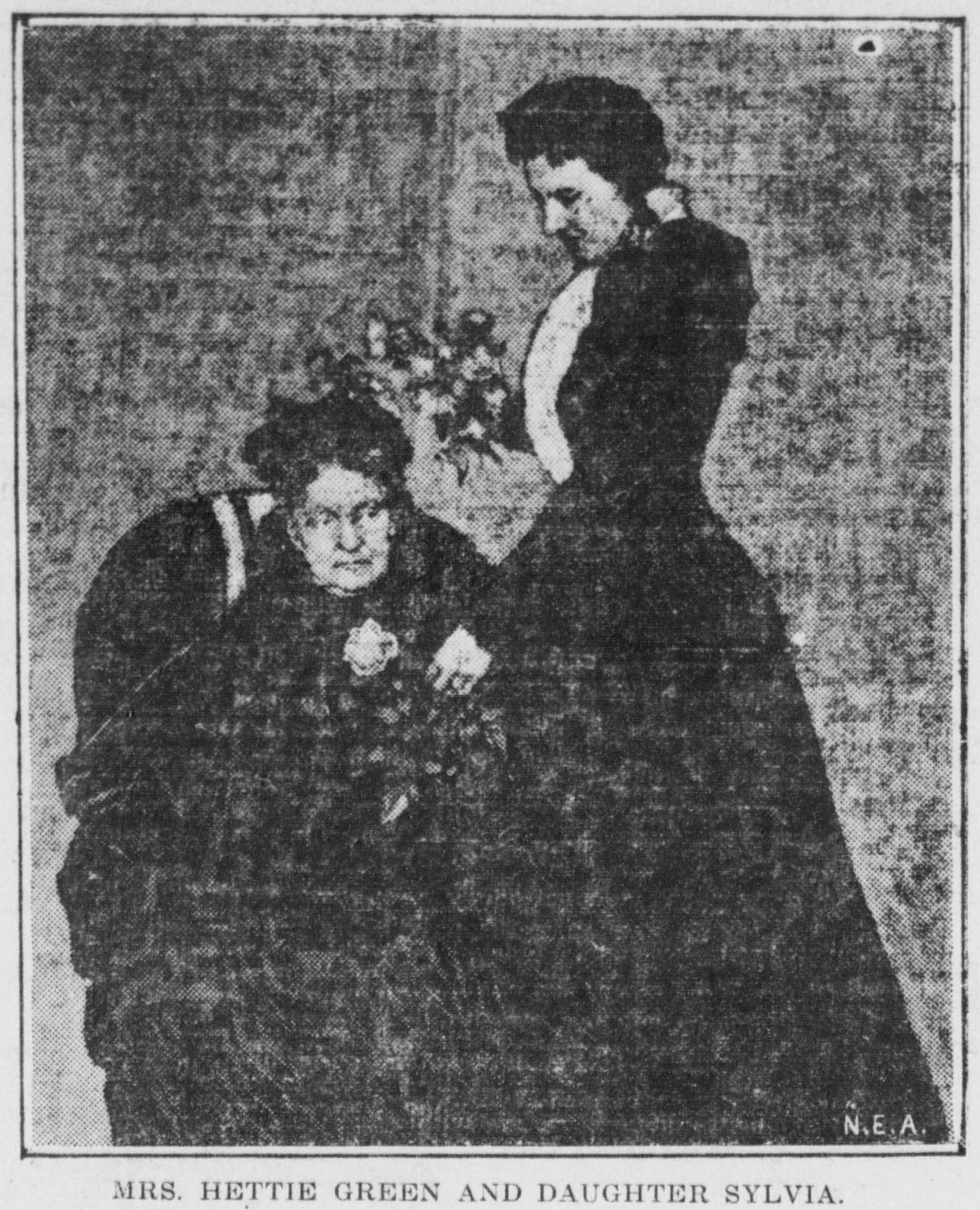
Green junto a su hija Sylvia.

Se casó a los 33 años con Edward Green, un miembro de una acaudalada familia de Vermont, el 11 de julio de 1867. La pareja se casó y se mudó a Manhattan, luego se mudaron a Londres y vivieron en el hotel Langham donde nacieron sus hijos Edward Howland Robinson Green (22 de agosto de 1868 – 8 de junio de 1936) y Harriet Sylvia Ann Howland Green Wilks (7 de enero de 1871 - 5 de febrero de 1951).
Luego regresaron a Vermont, ciudad natal de su esposo. Allí comenzaron sus problemas tanto en el ámbito político como en el social. Después, en 1885 su esposo se arruina y Hetty decide separarse. En 1902, Edward enferma del corazón y se reconcilia con Hetty, que le ayuda como enfermera. Ese mismo año, el 19 de marzo Edward muere y se le entierra en Bellows Falls, en el cementerio de la Iglesia Immanuel.
Hetty crio a sus dos hijos sola. Vivía en pequeñas habitaciones de míseros hoteles para pagar bajos impuestos. Usaba el mismo vestido para no gastar en ropa y lo lavaba solo en la parte que daba al piso para ahorrar jabón. La comida era de la peor del mercado y viajaba sin escoltas. En una ocasión, su hijo Edward sufrió una herida en la rodilla y lo llevó a una clínica de caridad. Para desgracia de Edward, el médico reconoció a Hetty y exigió que la mujer pagara la consulta. Hetty se negó a hacerlo y lo atendió personalmente. Dos años después, la pierna se infectó y tuvo que ser amputada debido a la gangrena.
Cuando tenía 81 años, Hetty sufrió una apoplejía y su hijo Edward Howland, contrató enfermeras que vestían con ropas comunes para que su madre no se diera cuenta. En su vejez, comenzó a sufrir de una hernia, pero se negó a someterse a una operación, ya que costaba 150 USD. Sufrió muchos ictus y tuvo que depender de una silla de ruedas.

## Muerte
Hetty Green falleció a los 81 años en Nueva York. Murió de apoplejía cuando discutía con una criada. Fue sepultada junto a su esposo.
Tras la muerte de Hetty Green, su único hijo varón heredó parte de la fortuna de su madre y se convirtió en un millonario extravagante que despilfarraba dinero en fiestas, joyería, yates y diamantes.
Su hija Sylvia murió en 1951. Dejó un patrimonio de alrededor 200 millones de dólares que legó a organizaciones de beneficencia, escuelas, iglesias y hospitales.